# 우다야나
우다야나(산스크리트어: उदयन)는 석가모니와 동시대에 살았던 밧사의 왕이다. 그는 낭만적이고 군사적인 이야기들로 인도 문학에서 유명한 인물이지만, 그의 삶이나 통치에 대해 확실히 알려진 것은 거의 없다.
불교 문헌에 따르면, 석가모니는 우다야나 치세에 여러 차례 카우샴비를 방문하여 법, 팔정도, 사성제를 전파했다고 한다. 우다야나는 석가모니의 우바새이다. 불교 경전인 증일아함경에 따르면, 사달나무로 조각된 석가모니의 첫 번째 형상은 우다야나의 가르침 아래 만들어졌다.

## 생애
우다야나는 므리가바티와 사타니카 2세 사이에서 태어났다. 니티 아다발은 우다야나와 그의 음악에 대한 사랑, 예술 그리고 여성에 대한 애정에 대해 언급한다. 우다야나를 임신한 므리가바티는 '임신 욕망'이라는 도하다 때문에 몸이 덮여있거나 빨갛게 물들여졌다. 기괴한 새가 그녀를 날고기로 착각해 데려가 버리고, 나중에 떨어뜨렸다. 그녀는 암자에서 보살핌을 받으며, 그곳에서 아들을 길렀다. 우다야나는 훌륭한 류트, 코끼리 길들이기 기술, 그리고 친구들을 얻게 되었고, 모자는 결국 그들의 집인 카우샴비로 돌아갔다.
우다야나는 나중에 아반티의 왕 프라디요타에게 사로잡히게 된다. 여기서 그는 프라디요타의 딸 바사바닷타에게 류트를 가르치고 둘은 사랑에 빠졌다. 결국 그들은 우다야나의 정통 왕권이 회복된 카우샴비로 도망친 후 결혼했다. 그러나 우다야나가 무뎌지는 것을 두려워한 장로들이 그에게 바사바다타가 죽었다는 거짓말을 했고, 그 후 그는 파드마바티와 결혼했다.
나중에 그는 바사바닷타와 재회하는데 성공했지만 우다야나는 자식이 없없다. 나중에 다른 자료에 따르면 바사바닷타는 쿠베라나 시바 신의 덕택으로  비디야다라의 황제가 될 운명인 나라바하나닷타(그의 이름은 "쿠베라가 준"이라는 뜻)를 임신한다.
푸라나에 따르면 우다야나의 계승자는 바히나라, 단다파니, 니라미트라, 크셰마카이다. :pp.180, 180n, facing 565

## 평가
스바프나바사바닷타, 프라티즈나-야우간다라야나를 포함해 많은 전설에서 낭만적인 영웅으로 묘사되는 우다야나는 불교의 창시자인 석가모니와 아반티의 왕인 프라디요타와 동시대의 인물이었다. :p.119 카타사리차가라는 그의 정복에 대한 긴 설명을 담고 있다. 프리야다르시카는 그가 칼링카의 통치자를 상대로 거둔 승리와 드리하바르만이 앙가 국왕으로 복위한 것에 대한 사건을 서술하고 있다. 담마파다에 대한 해설은 그와 아반티의 왕 프라디오타의 딸 바사바닷타 또는 바술라닷타와의 결혼에 대한 이야기를 묘사하고 있다. 또한 그의 또 다른 두 명의 왕비인 쿠루 브라만의 딸 마간디야와 재무관 고사카의 양녀 사마바티에 대해서도 언급하고 있다. 밀린다왕문경은 그의 아내가 된 소작농 소녀 고팔라마타를 언급한다. 바사의 스바파나바사바닷타는 마가다의 왕 다르시카의 여동생 파드마바티라는 또 다른 왕비에 대해 언급하고 있다. 프리야다르시카는 우다야나와 앙가의 왕 드리하바르만의 딸 아란야카의 결혼에 대해 이야기하고 있다. 라트나발리는 그와 그의 정실 왕비인 바사바닷타의 수행원 사가리카 사이의 로맨스 이야기를 서술하고 있다. 그의 정실 왕비가 낳은 그의 아들의 이름은 보디이다. :pp.179–80

## 참고 문헌
- Cort, John E. (2010) [1953], 《Framing the Jina: Narratives of Icons and Idols in Jain History》, Oxford University Press, ISBN 978-0-19-538502-1
- Vijayalakshmy, R. (1981), 《A Study of the Peruṅkatai: an authentic version of the story of Udayana》, Madras: International Institute of Tamil Studies